# Пирій собачий
Пирій собачий, регнерія собача як Roegneria canina (Elymus caninus) — вид рослин родини тонконогові (Poaceae), поширений у Європі й Азії.

## Опис
Багаторічна трав'яниста рослина 45–130 см; росте в пучках. Колоси пониклі або нахилені, 5–13 см завдовжки. Колоски більш дрібні, 9–13 мм завдовжки. Колоскові луски коротші від нижньої квіточки, на верхівці раптом звужені в короткий остюк по 2–3 мм завдовжки. Нижня квіткова луска 8–11 мм довжиною, зі звивистим остюком 10–20 мм довжиною.

## Поширення
Поширений у Європі, помірній Азії й західних Гімалаях Індії й Пакистану; натуралізований у Японії.
В Україні вид зростає в листяних лісах, на узліссях і в чагарниках рівнинних і гірських районів — в Лісостепу і Степу (крім крайнього півдня), західних лісових районах, Карпатах і гірському Криму досить часто; в Поліссі одинично.

## Галерея

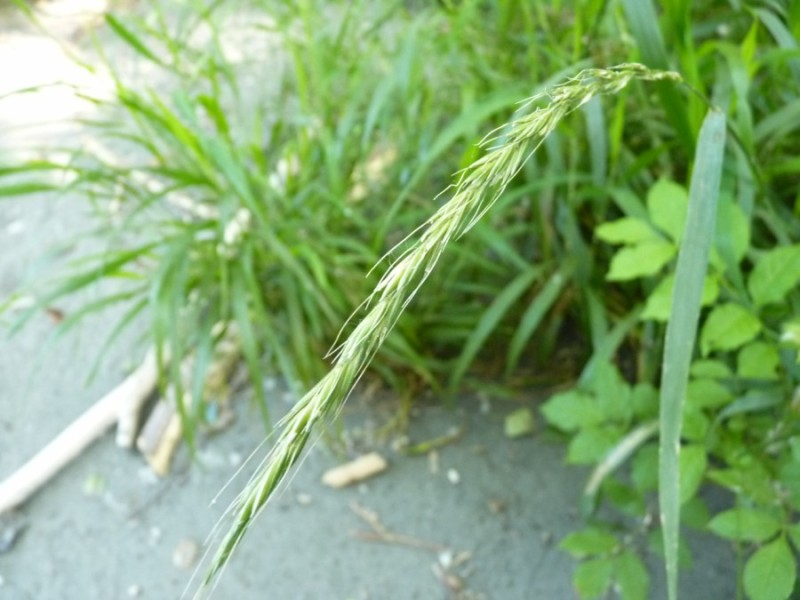
суцвіття
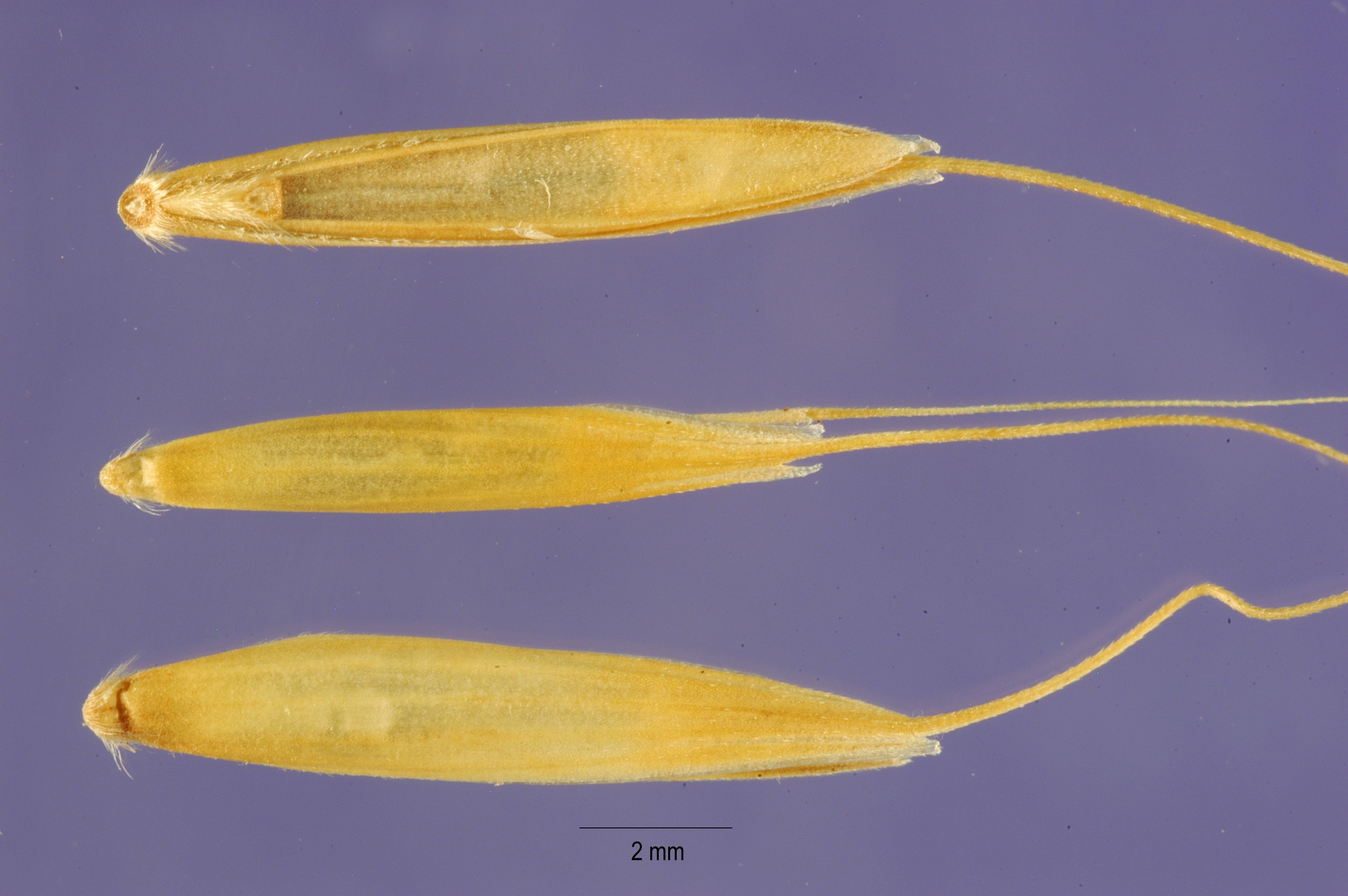
плоди
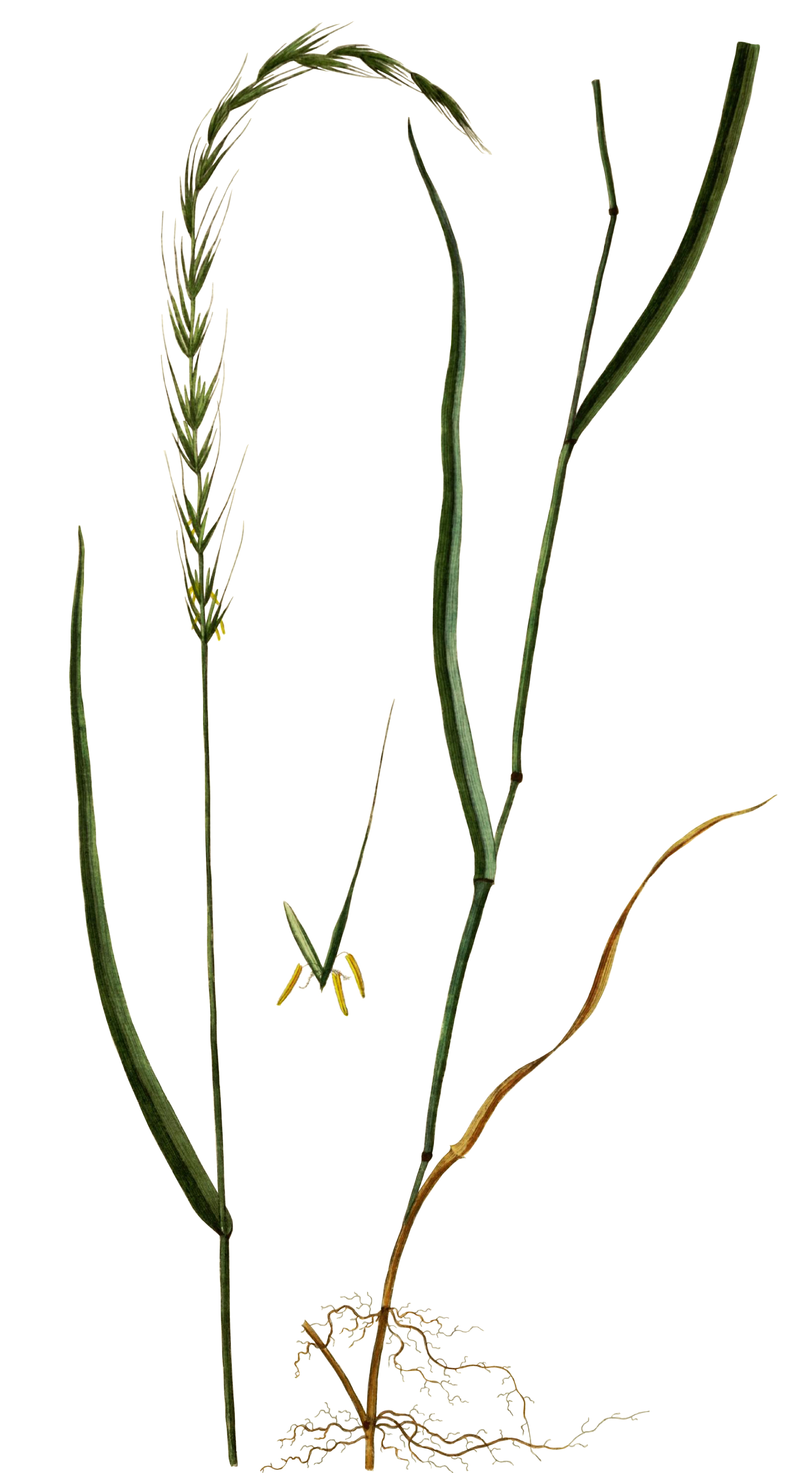
ілюстрація